# Molly Meech
Molly Meech (* 31. März 1993 in Tauranga) ist eine neuseeländische Seglerin.

## Erfolge
Molly Meech nahm an den Olympischen Spielen 2016 in Rio de Janeiro mit Alex Maloney in der Bootsklasse 49erFX teil. Im abschließenden medal race waren die beiden Neuseeländerinnen eines von vier Booten, die die vier Topplatzierungen unter sich ausmachten. Mit einem zweiten Platz sicherten sich Meech und Maloney hinter Martine Grael und Kahena Kunze sowie vor Jena Hansen und Katja Salskov-Iversen die Silbermedaille. Bei Weltmeisterschaften wurde sie mit Alex Maloney 2013 in Marseille Weltmeister und gewann mit ihr außerdem 2017 in Porto die Bronzemedaille. Die 2021 ausgetragenen Olympischen Spiele 2020 in Tokio beendeten Meech und Maloney in ihrer Regatta auf dem zwölften Platz. Vier Jahre darauf belegte sie bei den Olympischen Spielen in Paris mit Jo Aleh den siebten Platz.
Ihr Bruder Sam ist ebenfalls Segler.